# Una figlia in carriera
Una figlia in carriera (I'll Do Anything) è un film del 1994 scritto e diretto da James L. Brooks.

## Trama
La moglie di un attore disoccupato va in galera e lascia la figlia al marito, che la avvia al mondo del cinema.